# Massacre de Bruxelles

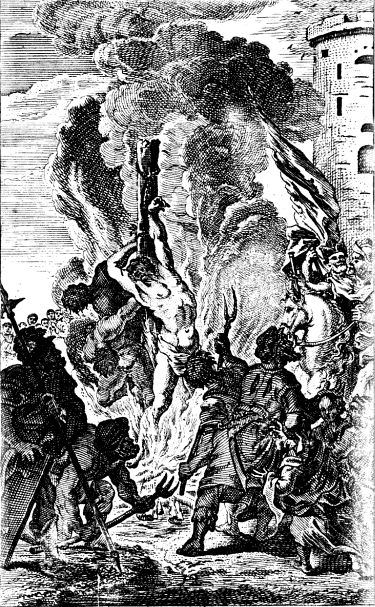
Ignis hostes tuos devoret. L'exécution des Juifs accusés de profanation d'hosties à Bruxelles, par Jacobus Harrewijn (v. 1720), d'après une tapisserie de l'atelierVan Helmont.

Le massacre de Bruxelles est une persécution antisémite qui s'est produite à Bruxelles (alors au sein du duché de Brabant) le 22 mai 1370. Ce massacre a été provoqué par une prétendue profanation d'hosties, aussi appelée Sacrement du Miracle, qui aurait eu lieu à la synagogue de Bruxelles lors du Vendredi saint. Plusieurs Juifs, dont le nombre est estimé entre six et une vingtaine, ont été exécutés ou assassinés, tandis que le reste de la petite communauté a été banni,.
Les hosties récupérées sont devenues des objets de vénération pour les catholiques locaux sous le nom de « Saint sacrement du Miracle ». Ce miracle eucharistique a été reconnu par l'Église catholique dès 1402, mais son culte est entré en déclin à la suite de la Seconde Guerre mondiale et en conséquence de la Shoah, et continue à être entouré de polémiques à cause des éléments antisémites de la légende. Le reliquaire (sans les hosties) se trouve actuellement au trésor de la cathédrale Saint-Michel-et-Gudule à Bruxelles, les hosties y auraient été présentes au moins jusqu'en l'an 2000. L'histoire est racontée sur les vitraux de la cathédrale, réalisés par Jean-Baptiste Capronnier à Bruxelles, ainsi que sur ceux de l'église Saint-Nicolas à Enghien.

## Contexte historique

### Transsubstantiation et miracles eucharistiques
Dans le quatrième concile de Latran (1215), l'Église catholique adopte l'usage du terme transsubstantiation pour définir le dogme de la présence réelle du Christ dans l'Eucharistie. Une célébration du Saint Sacrement est instituée (la Fête-Dieu), et l'hostie occupe une place de plus en plus importante dans la dévotion populaire.
Le thème du Saint-Sang émanant des hosties consacrées, souvent à la suite d'une profanation, commence dès lors à apparaître dans de nombreux épisodes décrits comme miraculeux. Dans le cas du Saint Sacrement du Miracle de 1317 à Viversel, la profanation est effectuée par des croyants curieux qui, voulant inspecter le colis d'un prêtre venu assister un mourant, touchent par mégarde l'hostie de leurs propres mains. Les hosties sanglantes de Viversel ont été par la suite honorées pendant des siècles dans l'abbaye de Herkenrode jusqu'à 1796. Elles sont adorées à partir de 1804 dans la cathédrale Saint-Quentin de Hasselt,.
Le thème de la profanation par des Juifs apparaît aussi fréquemment dans les récits de miracles de cette époque. Un exemple en est le « sacrilège de Cambron » : en 1326 un Juif converti est exécuté, accusé d'avoir profané une image de la Vierge Marie dans l'abbaye de Cambron.
Le « miracle des Billettes » à Paris (1290) combinait déjà les deux éléments (hosties sanglantes et profanation par des Juifs). Jean de Thielrode raconte dans son Chronicon Sancti Bavonis (Chronique de Saint Bavon, 1298) comment le Juif Jonathas Ben Haym aurait fait saigner une hostie. Ces faits ont été adaptés en une pièce à mystère qui en assurerait une plus grande diffusion : Le Mistère de la Saincte Hostie.

### Persécution des Juifs dans le duché du Brabant
Au XIVe siècle, la situation des Juifs se détériore à Bruxelles, ainsi que plus largement en Europe. Déjà en 1309, une persécution des Juifs a lieu dans tout le Brabant lors de la préparation d'une croisade populaire. 
Lors de l'épidémie de peste de 1348 à 1350, des prédicateurs appelés "flagellants" appellent à la persécution des Juifs. La seule description détaillée de ces événements qui subsiste a été rédigée par le moine de Tournai Gilles Le Muisit. Selon lui, ceci aurait donné lieu au massacre de Bruxelles avec plus de 600 morts, mais pour des raisons peu claires, Eliakim Carmoly (qui reprend Le Muisit) donne le chiffre de 500 morts. Le pogrom est aussi mentionné dans la martyrologie juive.
Dans sa chronique, Le Muisit lie également ce pogrom à une confession au sujet d'hosties profanées et à un miracle eucharistique très similaire à celui de Bruxelles. L'accusé, un Juif converti proche du duc de Brabant Jean III (il aurait été son trésorier), aurait été baptisé pour obtenir des hosties consacrées, puis envoyé à la synagogue de Cologne. Trois Juifs auraient percé les hosties avec des couteaux, à la suite de quoi du sang aurait jailli de celles-ci. Toujours selon Li Muisit, l'accusé, d'abord torturé, aurait ensuite été condamné et brûlé. En 1370 à Bruxelles, sous le règne du duc Venceslas I de Luxembourg (quoique Jeanne de Brabant était la duchesse suo jure), la persécution des Juifs aurait donc aussi pris la forme d'accusations d'enlèvement d'hosties.
En 1350, les persécutions antisémites liées à la peste noire ont détruit la communauté juive de Bruxelles. Selon l'historien prémontré Placide Lefèvre, les archives du Trésor contemporain indiquent qu'en 1370 il y avait huit ménages juifs à Bruxelles et deux à Louvain.
En 1369, deux prêtres de Bruxelles sont arrêtés pour usure et déférés devant le tribunal ecclésiastique de l'actuelle cathédrale : il s'avère qu'ils ont tenté de contourner l'interdiction du prêt à usure en prêtant de l'argent à un Juif nommé Mesterman, qui, à son tour, l'a prêté avec intérêts. Ce scandale de l'usure cléricale à Bruxelles forme le contexte immédiat des accusations de profanation d'hosties, allégations communes dans l'Europe médiévale.

## Légende
(décembre 2022).
Si vous disposez d'ouvrages ou d'articles de référence ou si vous connaissez des sites web de qualité traitant du thème abordé ici, merci de compléter l'article en donnant les références utiles à sa vérifiabilité et en les liant à la section « Notes et références ».

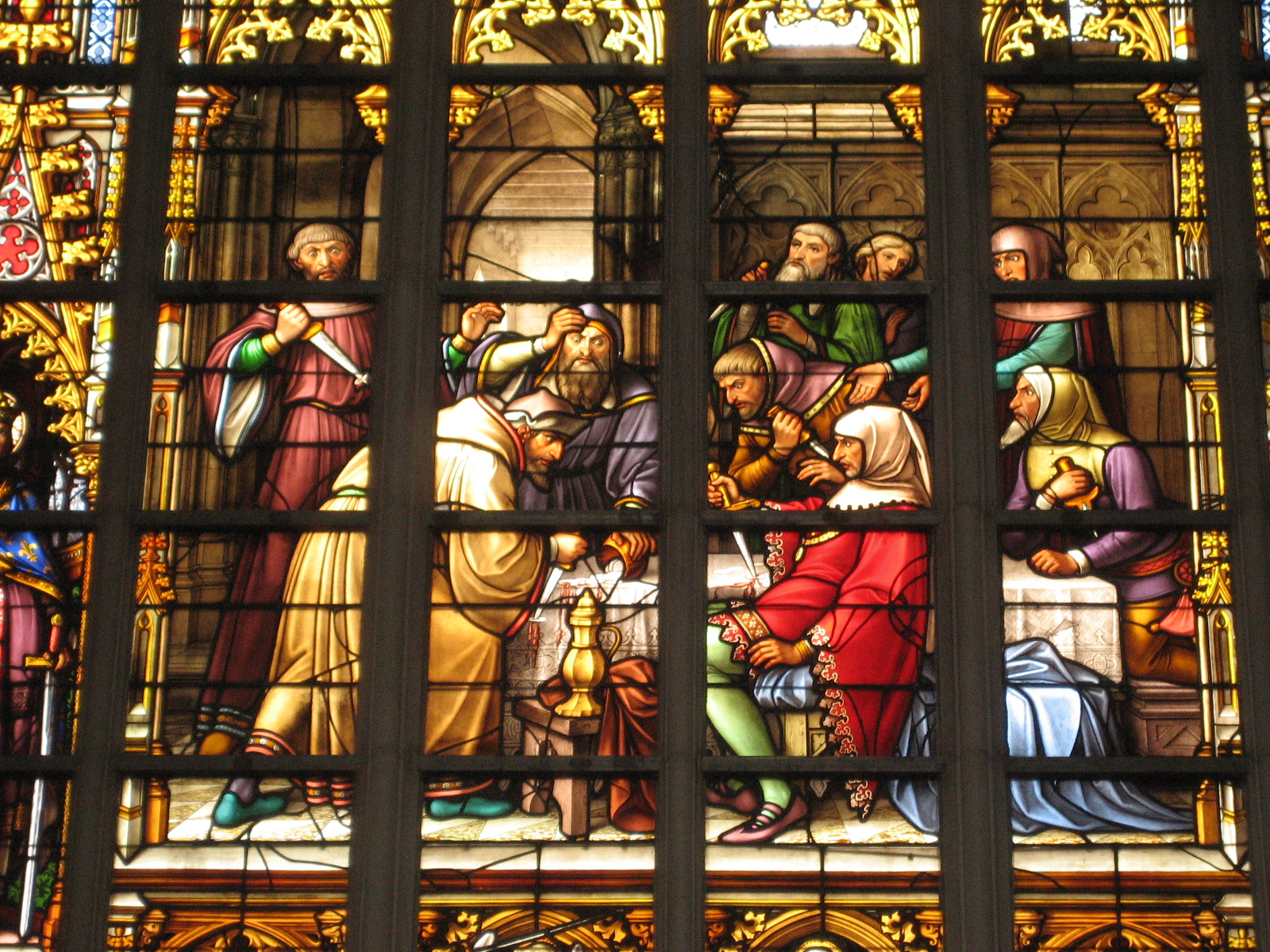
Scène de profanation. Vitrail de Jean-Baptiste Capronnier du XIXe siècle, Bruxelles

Selon la légende, en automne 1369, Jonathas, un Juif riche d'Enghien, aurait persuadé son compatriote bruxellois Jean de Louvain (récemment converti au christianisme) de voler des hosties de la chapelle Sainte-Catherine  qui, séparait jadis le village de  Molenbeek-Saint-Jean en s'appuyant sur la première enceinte de Bruxelles, et qui devint progressivement l’église Sainte-Catherine.
Jonathas amena les seize hosties chez lui à Enghien, où il aurait plus tard été assassiné (dans la ruelle des assassins à Enghien) par des étrangers. Sa veuve, ayant vu cela comme une punition céleste, retourna les hosties aux Juifs de Bruxelles. Le Vendredi saint, ceux-ci transpercèrent les hosties de coups de poignard dans leur synagogue. Cependant, ils aperçurent que leurs mains étaient couvertes de sang, miraculeusement émergé des hosties profanées. Très bouleversés, les sacrilèges auraient alors chargé l'une d'entre eux, une Juive convertie au christianisme nommée Catherine, d'amener les hosties aux Juifs de Cologne. Ayant eu peur, Catherine aurait amené les hosties au prêtre aumônier, Petrus Van Heede, et lui aurait avoué les faits.
Le prêtre se serait alors tourné vers le tribunal. Les Juifs sont arrêtés et enfermés dans le Steenpoort. Ils auraient été interrogés, torturés et condamnés à mort. La veille du jour de l'Ascension, le 22 mai 1370, les détenus sont conduits sur une charrette, qui fut amenée entre autres sur la Grand Place et près de la chapelle Sainte-Catherine. Ils sont torturés avec des pinces incandescentes à chaque coin de rue. Lorsqu'ils arrivent à la Grosse Tour, ils sont attachés à des piquets et brûlés vifs. Leurs biens sont confisqués par le duc Venceslas.
Les victimes étaient probablement six au total: quatre juifs de Bruxelles et deux de Louvain. Ceci peut être déduit des comptabilités de Godefroid de la Tour, bénéficiaire du duché de Brabant, quoique d'autres auteurs soutiennent qu'en réalité une vingtaine de personnes auraient été exécutées. Des traces de biens juifs saisis ont également été trouvées dans les comptabilités ducales.
Les événements de 1370 mettent fin à la présence déjà rare des Juifs dans le Brabant. Il n'y a pas d'exil officiel, mais pour des raisons compréhensibles, les Juifs commencent à éviter le duché. Plus tard, aux XVIIe et XVIIIe siècles, on affirmait qu’à cette occasion les Juifs avaient été bannis pour toujours du duché de Brabant. Ce n'est que quelques siècles plus tard qu'il y aura un véritable retour.
Avant même l'exécution, une dispute éclate entre les chanoines de la collégiale Sainte-Gudule et le prêtre de l'église Notre-Dame de la Chapelle, Petrus Van Heede, au sujet de la possession des hosties miraculeuses. À la suite d'une plainte des chanoines, l'évêque de Cambrai Robert de Genève, statue en faveur de ceux-ci (charte du 4 juin 1370). En fin de compte, cependant, une répartition des hosties miraculeuses est convenue entre les deux églises.

## Évolution de la dévotion au Sacrement du Miracle

### Bas Moyen-Âge

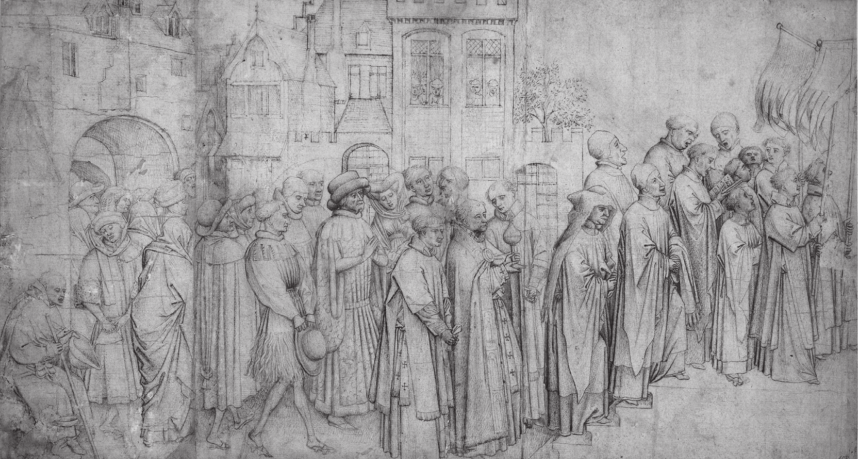
Procession avec le Sacrement du Miracle. Dessin de Vrancke van der Stockt, env. 1450-1460.

Les Bruxellois commencent à emmener les hosties miraculeuses dans leurs processions. Après une enquête canonique à la demande de l'évêque de Cambrai Pierre d'Ailly, le saignement des hosties est reconnu en 1402 par l'Église catholique comme un miracle. Quelque temps plus tard, des nouveaux miracles sont reportés en lien avec la relique des hosties. Ceci conduit le pape Eugène IV à accorder des indulgences en 1436 pour la création d'une chapelle du Sacrement du Miracle dans la collégiale Saints-Michel-et-Gudule. Les travaux commencent par le chœur. Le chantier avance très lentement : il faut attendre 1300 environ pour que ce chœur soit terminé. Les colonnes sud de la nef datent du XIVe siècle tandis que celles du nord et la façade sont construites au XVe siècle. C’est vers 1475 que la collégiale peut être considérée comme terminée.
Vers le milieu du XVe siècle, deux récits hagiographiques apparaissent dans la zone du prieuré augustin de l'Abbaye du Rouge-Cloître :
- Dit es die gheschiedenesse vanden werdeghen heyleghen Sacramente van Miraculen, dat te Brussel, in Sinte Goedelen kerke rustende es (anonyme, c. 1450) ;
- Historia de miraculosa revelatione Venerabilis Sacramenti in civitate Bruxellensi (Johannes Gielemans, Novale Sanctorum, v. 1480-1485).

De nombreux éléments de l'histoire apparaissent ici pour la première fois, comme la connexion avec Enghien, le nom de Jonathas, l'emplacement dans la synagogue et la date du Vendredi saint... Ceci indique le début de la formation d'une légende.
Du côté juif, les événements sont commémorés dans le Memorbuch de Mayence. Il existe aussi une lamentation hébraïque sur les persécutions brabançonnes.

### Dynastie des Habsbourg et guerres de Religion

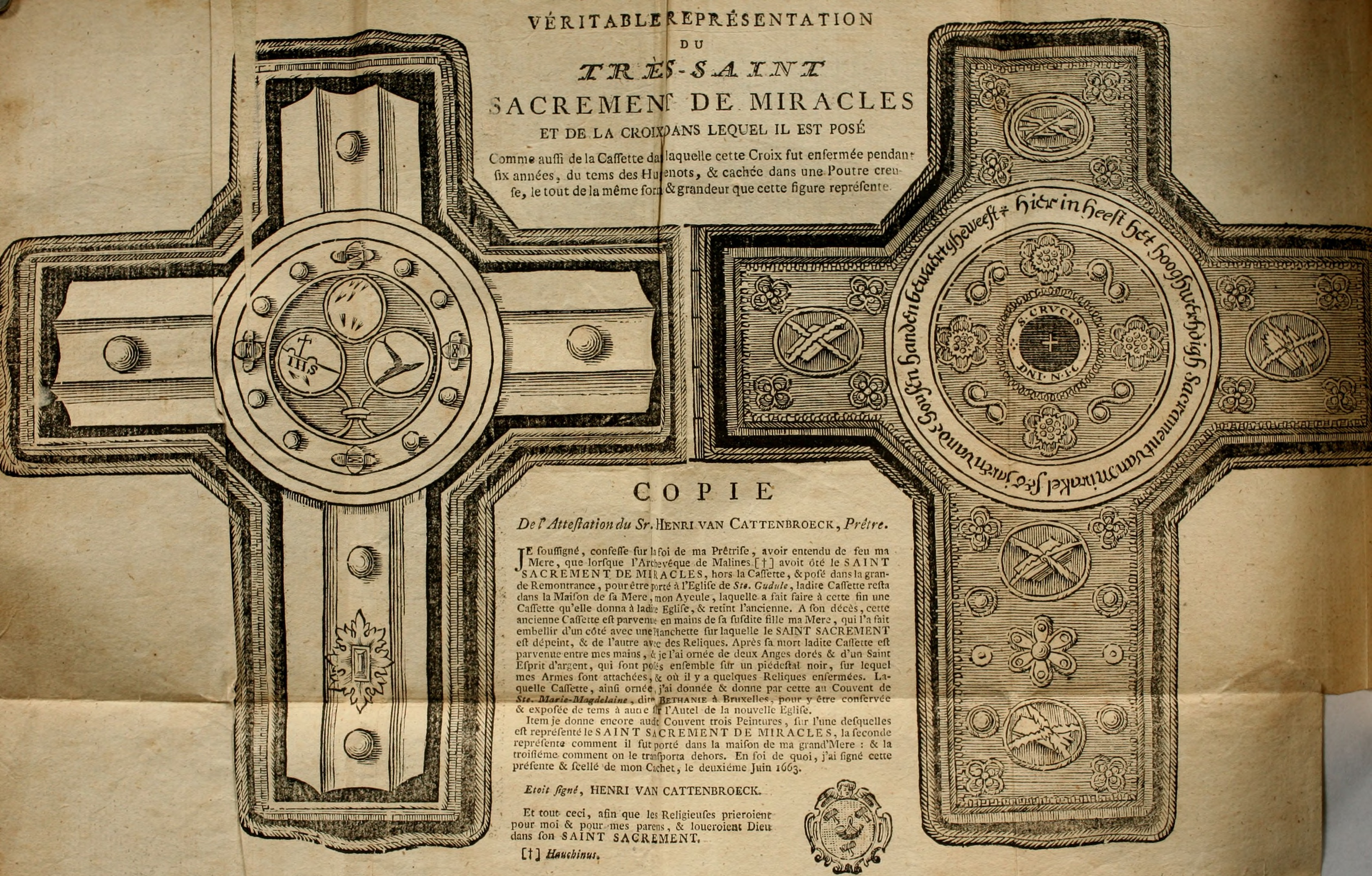
Représentation du reliquaire du Saint-Sacrement du Miracle, faite à l'occasion du jubilé des 400 ans.

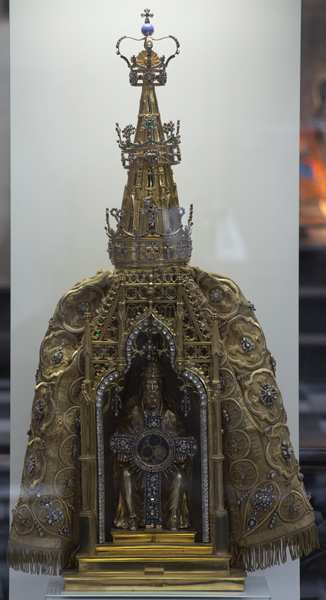
Reliquaire du Sacrement du Miracle, actuellement dans le musée du trésor de la cathédrale Saints-Michel-et-Gudule. Le reliquaire ne contient plus les hosties consacrées.

Les hosties ont de plus en plus pris le caractère d'une relique nationale. En 1530, Marguerite d'Autriche fait défiler les hosties en procession dans la ville. Désormais, cette procession aurait lieu tous les dimanches après le 13 juillet (jusqu'en 1820). Entre 1530 et 1542, la première chapelle à Sainte-Gudule est remplacée par une nouvelle chapelle du Sacrement, actuellement transformée en trésor de la cathédrale. L'empereur Charles Quint et les Habsbourg, ainsi que ses proches, font don de sept vitraux sur lesquels le miracle est représenté. Ceux-ci sont exécutés par le verrier anversois Jan Hack d'après des créations de Bernard van Orley et Michiel Coxcie. Quatre d'entre elles se sont sauvées jusqu'à aujourd'hui. Les autres vitraux (sur les côtés et les allées transversales) seront plus tard donnés par les rois Léopold I et Léopold II (ils offrirent les deux premiers vitraux dans les bas-côtés), et par des familles nobles du pays.
D'autre part, la chapelle Salazar (XVe siècle) est construite à l'emplacement de la synagogue où aurait eu lieu la profanation. Elle sera plus tard démolie, et une copie de la chapelle et du couvent adjacent sera reconstruite à la rue Van Maerlant. Le couvent fonctionne actuellement comme la bibliothèque de la Commission Européenne, et la chapelle est actuellement vouée au culte (cf. Chapelle de la Résurrection). L'entrée de l'ancien couvent est encore décorée d'un relief d'un calice avec des hosties et des poignards croisés. Ceci est une référence directe au miracle qui, comme les vitraux à Sainte-Gudule, a suscité de la polémique dans les dernières années.

Au début des années 1580, pendant une période de domination calviniste à Bruxelles, toutes les cérémonies catholiques sont supprimées. De 1579 à 1585, les hosties consacrées sont cachées dans une maison de la Korte Ridderstraat. Après la fin de la domination calviniste en 1585, une procession de citoyens et de fonctionnaires récupère les hosties et les ramène à l'église. La ré-émergence du culte en 1585, dans le contexte de la Contre-réforme, était principalement une célébration de la fin de la domination calviniste. Les archiducs Albert et Isabelle, qui ont régné à Bruxelles entre 1598 et 1621, font de la procession annuelle une occasion d'État. Ils font aussi don à la chapelle du Sacrement du Miracle de riches cadeaux, se faisant même enterrer devant l’autel du Saint Sacrement. Pour l'historienne Monica Stensland:
Le Saint-Sacrement du Miracle... avait émergé comme doublement miraculeux après la fin de la domination calviniste à Bruxelles en 1585, quand il devint clair que les hosties consacrées avaient survécu intactes. La procession annuelle en l'honneur du sacrement est devenue autant une commémoration du deuxième miracle anti-calviniste que du premier antisémite et, après leur accession, les Archiducs ont consciencieusement assisté à la procession chaque année tout en la transformant en véritable événement d'état.
En 1720, le chanoine bruxellois Pierre de Cafmeyer publie un ouvrage bilingue sur le Sacrement du Miracle: Hooghweirdighe historie van het alder-heylighste Sacrament van Mirakel - Vénérable Histoire du très Saint-Sacrament de Miracle (l'ouvrage contient 20 gravures de peintures existantes sur le miracle). Entre 1770 et 1785, l'atelier bruxellois Van der Borght réalisa six tapisseries qui mettaient en scène la légende du miracle.

### Affrontements entre catholiques et libéraux

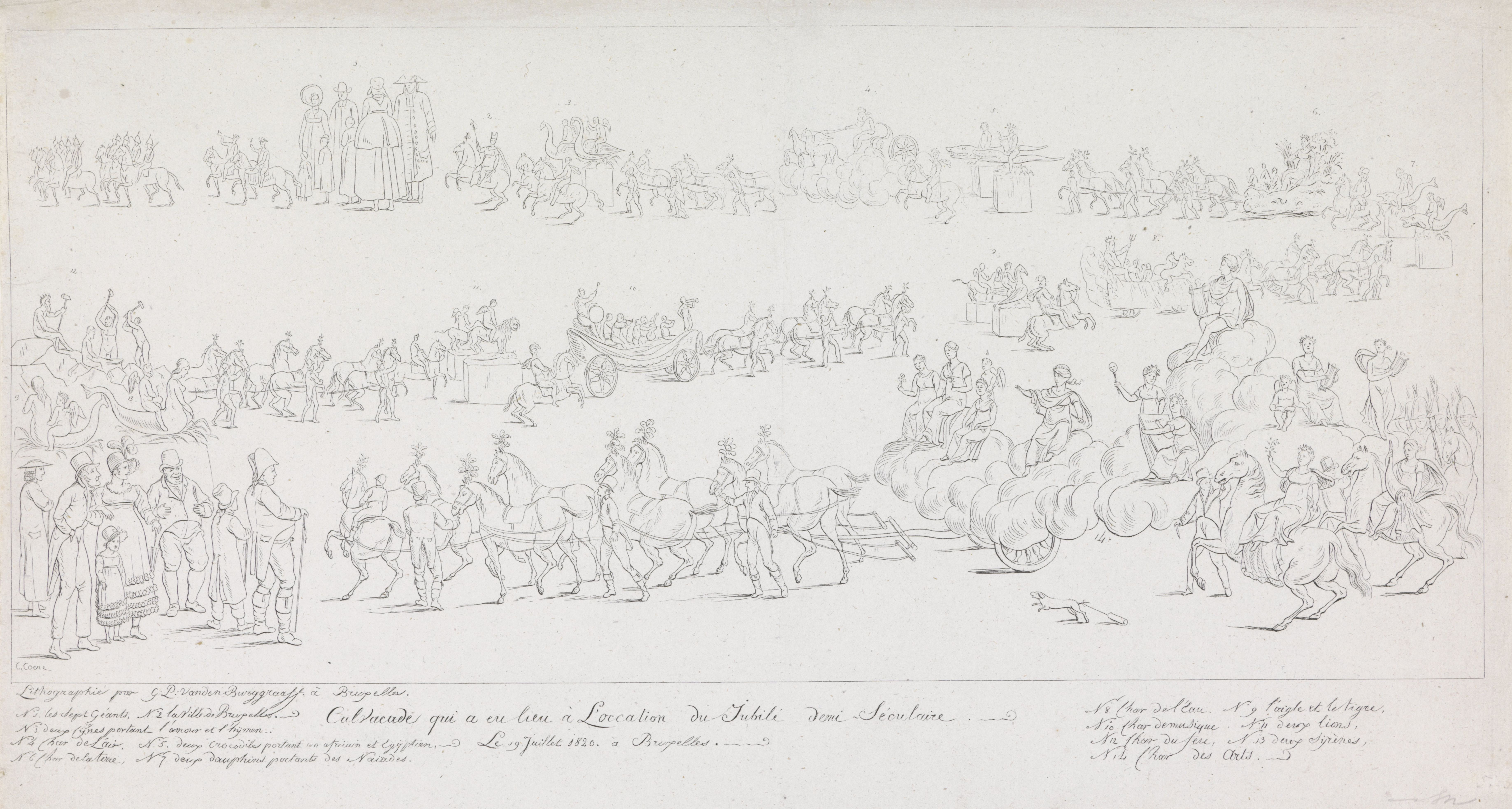
Dessin de la cavalcade à l'occasion du jubilé des 450 ans du Sacrement du Miracle, le 19 Juillet 1820 à Bruxelles.

En 1870, le jubilé des 500 ans du Sacrement du Miracle marque le début d'une lutte acharnée entre catholiques et libéraux. Parmi les derniers, une hypothèse rationaliste est avancée pour expliquer le miracle: des traces de moisissure sur des hosties auraient été interprétées comme des traces du Sang du Christ. Les libéraux, y compris l'antisémite Edmond Picard, appellent au boycott des festivités. Un pamphlet de Charles Potvin (sous le pseudonyme de Dom Liber) donne lieu à une violente polémique avec le jeune prêtre Hyacinthe De Bruyn, polémique qui sera aussi alimentée par les élections imminentes. Finalement, les autorités ecclésiastiques décident d'annuler les festivités.
Après 1870, la relique perd son caractère national. La dévotion locale pour le Sacrement du Miracle continue cependant jusqu’à la deuxième guerre mondiale. Même en 1931, l'église Saint-Nicolas d'Enghien est équipée d'un nouveau vitrail illustrant l'histoire du miracle. Le vitrail, de Camille Wybo, est situé plus précisément dans la chapelle Sainte-Anne.

### Concile Vatican II et réponse des autorités diocésanes
En 1967, la communauté juive de Bruxelles demande au cardinal Léon-Joseph Suenens, chef de l'archidiocèse de Malines-Bruxelles, de faire retirer les images de juifs qui, selon la légende, profanent des hosties consacrées. Le cardinal refuse, mais en 1977 il fait installer une plaque de bronze dans la cathédrale faisant référence au "caractère tendancieux des accusations":

« En 1370 la communauté juive de Bruxelles a été accusée de profanation du Saint-Sacrement et punie pour ce motif. Le vendredi saint 1370 à la Synagogue, des juifs auraient transpercé de poignards des hosties dérobées dans une chapelle. Du sang aurait coulé de ces hosties.
En 1968, dans l’esprit du deuxième concile du Vatican, les autorités diocésaines de l’archevêché de Malines-Bruxelles, après avoir pris connaissance des recherches historiques sur le sujet, ont attiré l’attention sur le caractère tendancieux des accusations et sur la présentation légendaire du miracle. »

D'autre part, une déclaration officielle de la Commission Nationale Catholique pour les Relations avec le Monde Juif affirme que c'est dès 1968, "après le drame de l’Holocauste et sous l’influence de la modernité qu’une attitude plus critique par rapport à cette légende antijuive médiévale s’est affermie dans les milieux catholiques".

## Source
- Légendes de la cathédrale Saint-Michel de Bruxelles